# Reciprocus regalis
Reciprocus regalis är en mossdjursart som beskrevs av Gordon 1988. Reciprocus regalis ingår i släktet Reciprocus och familjen Urceoliporidae. Inga underarter finns listade i Catalogue of Life.